# Palestijnse Wetgevende Raad

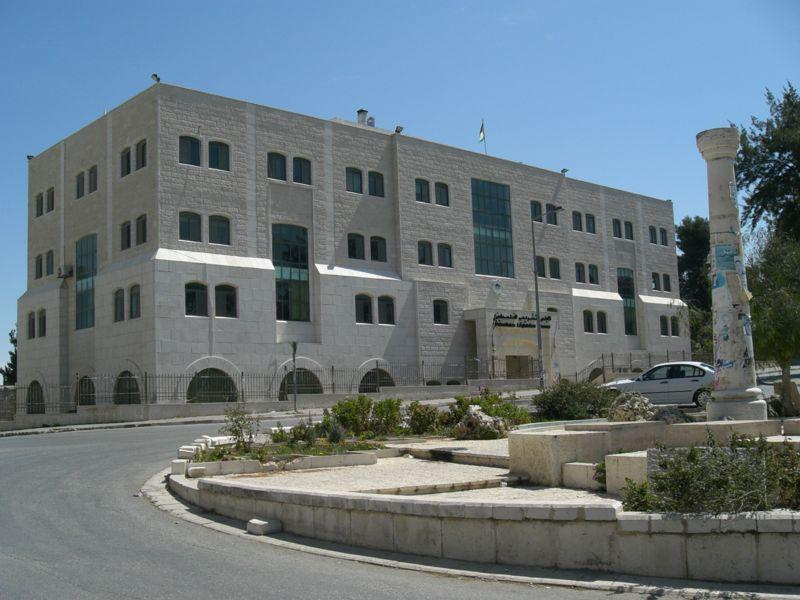
Gebouw waarin het parlement tot 2007 vergaderde

De Palestijnse Wetgevende Raad, beter bekend onder de Engelse naam Palestinian Legislative Council (PLC) (Arabisch: المجلس التشريعي الفلسطيني, al-Maǧlis at-tašrīʿī al-Filasṭīnī), is het parlement van de staat Palestina. Het parlement bestaat uit één kamer met 132 leden. Tot voor de verkiezingen van 2006 bestond het parlement uit 88 zetels.
Sinds de splitsing van de regering in twee rivaliserende autoriteiten in 2007 functioneert het parlement niet meer. Op de Westelijke Jordaanoever regeert de Palestijnse Autoriteit en heeft de autocratische president Mahmoud Abbas de functies van parlement en rechtspraak overgenomen. Hij regeert door middel van presidentiële decreten. In Gaza regeert de politieke tak van Hamas. De in 2006 namens Hamas gekozen parlementsleden fungeren in naam als het parlement van Gaza, maar zijn in werkelijkheid een verlengstuk van de Hamas-regering.

## Verkiezingen 2006
In totaal had de Palestijnse Wetgevende Raad 132 leden.

De verkiezingen van 2006 hadden de volgende uitslag:
- Hamas - 76 zetels
- Fatah - 43 zetels
- Volksfront voor de Bevrijding van Palestina - 3 zetels
- Het Alternatief - 2 zetels
- Palestijnse Nationale Initiatief - 2 zetels
- Derde weg - 2 zetels
- Onafhankelijken - 4 zetels

## Verkiezingen 1996
In totaal had de Palestijnse Wetgevende Raad 88 leden.

De verkiezingen van 1996 hadden de volgende uitslag:
- Fatah - 68 zetels (47 officiële, 21 onofficiële, geclassificeerd als 'onafhankelijk')
- Seculier niet-gebonden - 12 zetels
- Islamistisch niet-gebonden - 7 zetels
- Palestijnse Democratische Eenheid - 1 zetel

## Kiesdistricten
Het aantal zetels per kiesdistrict hangt af van het aantal inwoners.
- Jeruzalem: 6 zetels (2 gereserveerd voor christenen)
- Tubas: 1 zetel
- Kulkarm: 3 zetels
- Qalqiliya: 2 zetels
- Salfit: 1 zetel
- Nablus: 6 zetels
- Jericho: 1 zetel
- Ramallah: 5 zetels (1 gereserveerd voor een christen)
- Jenin: 4 zetels
- Bethlehem: 4 zetels (2 gereserveerd voor christenen)
- Hebron: 9 zetels
- Noord-Gaza: 5 zetels
- Gazastrook: 8 zetels (1 gereserveerd voor een christen)
- Deir al-Balah: 3 zetels
- Khan Younis: 5 zetels
- Rafah: 3 zetels